# Eino Tamberg

Eino Tamberg (Tallinn, 27 mei 1930 – aldaar, 24 december 2010) was een Estlands componist.

## Biografie
In Estland kreeg hij voor het eerst bekendheid door zijn liederen (1955), gebaseerd op gedichten van Sándor Petőfi, en zijn Concerto grosso (1956).
Zijn visie met betrekking tot componeren van muziek behoorde tot de zogenaamde Nieuwe Golf van Estlandse muziek. Zijn muziek trok ook buiten Estland de aandacht. Sinds begin 1960 genoot hij wereldwijd bekendheid.
Hoewel hij zijn muziek in alle voorkomende genres schreef, waren toch zijn muziek voor het theater en zijn symfonische muziek overheersend.
Hij is een van de belangrijkste vertegenwoordigers van het neoclassicisme in de Estlandse muziek, hoewel zijn werken de laatste jaren een meer expressionistisch karakter kregen.
Sinds 1969 gaf hij college aan de Staatsconservatorium van Tallinn. In 1983 verkreeg hij hier tevens zijn aanstelling als professor. Voor het concertseizoen 1997-1998 was hij composer-in-residence bij het Nationale Symfonieorkest van Estland.

## Werk
Zijn opmerkelijkste werken zijn het ballet Johanna tentate (1971) en het Trompetconcert nr. 1 (1972); dit trompetconcert werd een van zijn populairste werken en werd niet alleen in Europa, maar bijvoorbeeld ook in Hongkong en Singapore uitgevoerd.
Andere werken die hij voor solo-instrumenten schreef, zijn het Vioolconcert (1981), het Saxofoonconcert (1987), het Klarinetconcert (1996) en het Trompetconcert no 2 (1997).
Zijn tweede opera, Cyrano de Bergerac, ging in 1976 in première in het Estoniatheater. Dit werk (op. 45) is een romantische opera in drie bedrijven en een epiloog. Hij componeerde het in 1974 naar een libretto van Jaan Kross, gebaseerd op het toneelspel van Edmond Rostand, en volgde hierbij de structuur van de vroege barokopera's.
Ter gelegenheid van het 50-jarige bestaan van de Verenigde Naties (1995), schreef hij zijn Celebration Fanfaresse, die zijn eerste uitvoering in New York beleefde onder leiding van Neeme Järvi.
Voor de complete lijst zie Oeuvre van Eino Tamberg.
- Bibliothèque nationale de France: cb140036510 (data)
- Gemeinsame Normdatei: 134536134
- International Standard Name Identifier: 0000 0001 1476 6988
- Library of Congress Control Number: n83125395
- Nationale Bibliotheek van Letland: 000116181
- MusicBrainz: 1f9b63c8-0190-4d8e-9432-ae1bec4a92f3
- Nationale Bibliotheek van Tsjechië: xx0064051
- Nationale Bibliotheek van Israël: 987007420499605171
- Nederlandse Thesaurus van Auteursnamen: 097389595
- LIBRIS: 341405
- SNAC: w64f4rr1
- Virtual International Authority File: 85715803
- WorldCat: E39PBJc7R6vJMYH7jKgPckxVYP